# Parodia rechensis
Parodia rechensis  es una especie de planta del género Parodia, de la familia de los cactus, orden Caryophyllales.

## Descripción
Parodia rechensis se ramifica principalmente desde la base y, por lo tanto, forma grupos. Los brotes verdes esféricos a cilíndricos cortos alcanzan alturas de crecimiento de hasta 7 centímetros y un diámetro de 3,5 a 5 centímetros. El ápice del brote está cubierto de espinas. Las aproximadamente 18 costillas suelen ser verticales o ligeramente oblicuas. Las areolas tienen lana blanca y luego se desnudan. Una de las tres o cuatro espinas centrales de color amarillo oscuro sobresale, las otras sobresalen lateralmente. Tienen una longitud de hasta 1 centímetro. Las espinas radiales, en su mayoría de cuatro a seis, que irradian de color blanco a amarillento, tienen de 6 a 7 milímetros de largo. A veces hay espinas y espinas adicionales.
Las flores amarillas alcanzan un diámetro de 3 a 3,5 centímetros y una longitud de hasta 3 centímetros. Su pericarpelo y tubo floral están cubiertos de escamas rojas, lana blanca y cerdas blancas. La cicatriz es de color blanco cremoso. Los frutos rojos esféricos tienen un diámetro de 6 a 7 milímetros. Los frutos contienen semillas en forma de gorra de aproximadamente 1 milímetro de largo.

## Distribución
Parodia rechensis es endémica del norte del estado brasileño de Río Grande del Sur.

## Taxonomía
La primera descripción como Notocactus rechensis fue hecha por el botánico neerlandés Albert Frederik Hendrik Buining en 1968 con la publicación Kakteen And. Sukk. 19(2): 23 (fig. 2). El botánico y profesor alemán Fred H. Brandt colocó la especie en el género Parodia en 1982 con la publicación Kakteen Orch. Rundschau 7(4): 65. Los sinónimos nomenclaturales son Brasiliparodia rechensis (Buining) F.Ritter (1979) y Brasilicactus rechensis (Buining) Doweld (1999).
Etimología
Parodia: nombre genérico otorgado en honor del botánico italiano Domingo Parodi (1823–1890).
rechensis: el epíteto se refiere a la presencia de la especie en el pueblo de Ana Rech en el estado brasileño de Río Grande del Sur.
En la Lista Roja de Especies Amenazadas de la UICN, la especie está clasificada como "En Peligro Crítico (CR)". Catalogada como en peligro crítico de extinción.